# 克伦斯基-克拉斯诺夫起义
克伦斯基－克拉斯诺夫起义是指亚历山大·克伦斯基在布爾什維克推翻彼得格勒臨時政府後，尋求重新恢復臨時政府的一系列行動。
十月革命后，克伦斯基逃离彼得格勒後就前往普斯科夫；克倫斯基在那里召集了忠于他的軍隊，並且试图借此夺回首都。他任命彼得·尼古拉耶維奇·克拉斯諾夫领导这支军队；克倫斯基的軍隊先是占领了沙尔斯科耶塞洛，但第二天就在普尔科沃高地被打败了。起義失敗後，克倫斯基流亡國外，最終在法國與後來的美國尋求庇護，最終在美國定居了下來。